# Asyneuma filipes
Asyneuma filipes är en klockväxtart som först beskrevs av Nábelek, och fick sitt nu gällande namn av Jürgen Damboldt. Asyneuma filipes ingår i släktet Asyneuma och familjen klockväxter. Inga underarter finns listade i Catalogue of Life.